# Dichaetomyia fuscitibia
Dichaetomyia fuscitibia este o specie de muște din genul Dichaetomyia, familia Muscidae. A fost descrisă pentru prima dată de Stein în anul 1906. Conform Catalogue of Life specia Dichaetomyia fuscitibia nu are subspecii cunoscute.